# حقل راجي
حقل راجي هو حقل نفطي عراقي في مقاطعة خضر الماي في ناحية سفوان في قضاء الزبير في محافظة البصرة جنوب العراق، المسافة بين حقل راجي ومدينة البصرة 80 كيلومتراً، وبينه وبين حقل أرطاوي 36 كيلومتراً، وبينه وبين حقل الرميلة الشمالي 40 كيلومتراً، طول الحقل 16 كيلومتراً وعرضه 5 كيلومترات، وفيه حقلان، حقل راجي رقم 354 وراجي الجنوبي رقم 361، اكتشف الحقل يوم 21 كانون الثاني سنة 1976، وفقاً لكتاب (الخيارات المتاحة أمام السياسة النفطية العراقية)، وذُكرَ في مجلة دراسات عربية في المجلد السادس الصادر سنة 1970 أن الحقل اكتشف سنة 1957، وذكرَ عبد الجبار عبود الحلفي أن مخزون حقل راجي كان ثلاثمئة ومليونَي برميل، وأنه حقل غير منتج حالياً لأنه قد نضب.